# اوشترهاوزن
اوشترهاوزن (به آلمانی: Osterhausen) یک منطقهٔ مسکونی در آلمان است که در آیسلبن واقع شده‌است. اوشترهاوزن ۱٬۰۵۲ نفر جمعیت دارد.